# Руськополянська волость
Руськополянська волость — історична адміністративно-територіальна одиниця Черкаського повіту Київської губернії з центром у селі Руська Поляна.
Станом на 1886 рік складалася з єдиного поселення та єдиної сільської громади. Населення — 3040 осіб (1348  чоловічої статі та 1692 — жіночої), 589 дворових господарств.
|                     | Площа, десятин | У тому числі орної, дес. |
| ------------------- | -------------- | ------------------------ |
| Сільських громад    | 3288           | 1979                     |
| Приватної власності | 1544           | 1024                     |
| Казенної власності  | 2014           | —                        |
| Іншої власності     | 83             | 73                       |
| Загалом             | 6929           | 3076                     |

Поселення волості:
- Руська Поляна — колишнє власницьке село при озері за 12 версти від повітового міста, 2784 особи, 589 дворів, православна церква, 11 постоялих будинків, 9 лавок, 23 вітряні млини. За версту — бурякоцукровий завод з лікарнею.

7 березня 1923 року Президія Всеукраїнського Виконавчого Комітету постановила створити Черкаський район, куди увійшли землі Дахнівської, Мошенської та Руськополянської волостей..